# Barracuda (Marvel Comics)
Barracuda è un personaggio dei fumetti, creato da Garth Ennis (testi) e Goran Parlov (disegni), pubblicato dalla Marvel Comics. La sua prima apparizione avviene in The Punisher vol. 6 n. 31.

## Storia del personaggio
Barracuda è un mercenario gangster che possiede eccezionali forza, resistenza, abilità di combattimento e intelligenza tattica. Nato e cresciuto a Boca Raton, in Florida, il maggiore di due fratelli e una sorella, fuggì di casa quando il padre, alcolizzato, gli bruciò la mano su una griglia. Venne reclutato nell'esercito degli Stati Uniti tra i berretti verdi e prese parte a numerose missioni all'estero, tra cui il Sud America e l'Africa dove, come lui stesso afferma, compì atti di cannibalismo. Dopo aver lasciato il servizio, divenne un feroce gangster e mercenario.
Un giorno venne contattato dal manager Harry Ebbing per uccidere il Punitore, e dopo dei feroci scontri (in cui perse le dita della mano destra e un occhio) venne apparentemente ucciso dopo un colpo di fucile alla testa e lasciato in mare tra gli squali.
Salvatosi per miracolo, si riprese e per guadagnare dei soldi cercò di organizzare un colpo di Stato in America Latina contro Leopoldo Luna, cercando contemporaneamente di sostituire al boss mafioso Chris Angelone suo figlio emofiliaco Oswald, ma fallì. Tornato negli Stati Uniti, rapì la figlia segreta del Punitore per vendicarsi di lui, ma dopo una serie di scontri sanguinosi venne definitivamente ucciso in una scuola dove Frank, con un'ascia antincendio, gli taglia le mani e gli spara in testa.

## Altre versioni

### Marvel Noir
Barracuda appare nella serie The Punisher Noir.

## Altri media

### Videogiochi
Barracuda è un personaggio giocabile in The Punisher: No Mercy su PlayStation Network.